# IC 4662
IC 4662 est une galaxie irrégulière barrée de type magellanique, relativement rapprochée et située dans la constellation du Paon. Sa vitesse par rapport au fond diffus cosmologique est de 319 ± 3 km/s. IC 4662 a été découverte par l'astronome britannique Robert Innes en 1901.
La classe de luminosité d'IC 4662 est V-VI et elle présente une large raie HI. De plus, elle est aussi une galaxie du champ, c'est-à-dire qu'elle n'appartient pas à un amas ou un groupe et qu'elle est donc gravitationnellement isolée.
Selon la base de données Simbad, IC 4662 est une galaxie naine bleue compacte (BCD).

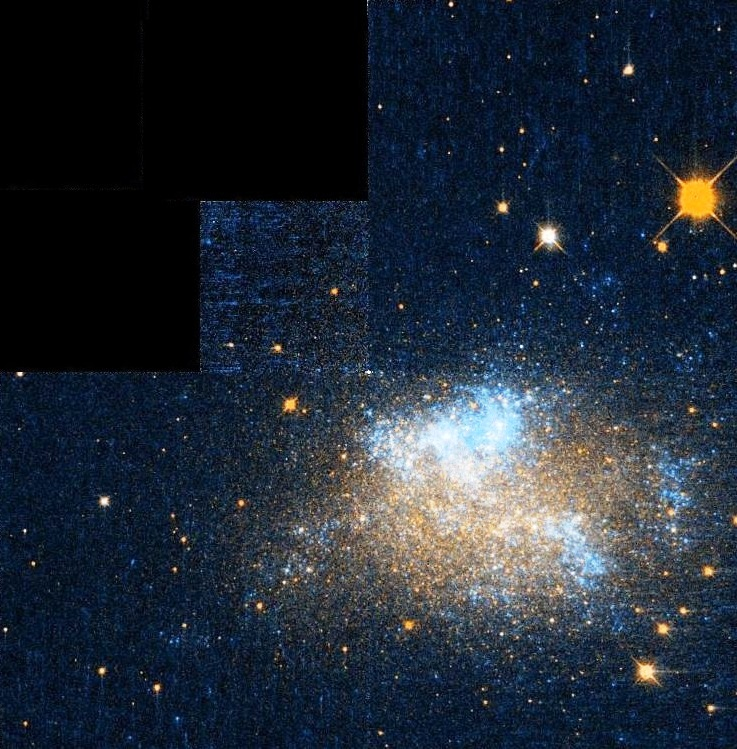
Autre version d'IC 4662 par le télescope spatial Hubble.

## Distance
Pour IC 4662, la base de données NASA/IPAC indique que la distance de Hubble ne n'applique pas (N/A). Cependant, 9 mesures indépendantes du décalage vers le rouge (redshift) donne une distance de 2,437 ± 0,238 Mpc (∼7,95 millions d'al).

## Formation stellaire
IC 4662 fut observée dans le cadre d'une étude sur le fort taux de formation stellaire au sein de galaxies proches (petites ou naines). Sur la base de cette étude, les astronomes ont découvert que les sursauts de formation étoiles peuvent durer sur des échelles de temps plus importantes qu'on ne le pensait initialement, entre 200 et 400 millions d'années.
IC 4662 abrite plusieurs amas d'étoiles jeunes et de vastes régions d'hydrogène ionisé (HII) au sein desquelles ont été observées la présence d'étoiles de Wolf-Rayet, un type d'étoile massive.